# Kojoukhovskaïa (métro de Moscou)
Kojoukhovskaïa (en russe : Кожу́ховская et en anglais : Kozhukhovskaya) est une station de la ligne Lioublinsko-Dmitrovskaïa (ligne 10 verte) du métro de Moscou, située sur le territoire du raïon Ioujnoportovy dans le district administratif sud-est de Moscou.

## Situation sur le réseau
Établie en souterrain, à 12 mètres sous le niveau du sol, la station Kojoukhovskaïa est située au point 080+50 de la ligne Lioublinsko-Dmitrovskaïa (ligne 10 verte), entre les stations Doubrovka (en direction de Petrovsko-Razoumovskaïa) et Petchatniki (en direction de Ziablikovo).